# Comunitat índia Ak-Chin
La comunitat índia Ak Chin de la reserva índia Maricopa (Ak Chin) és una comunitat ameríndia situada a la vall de Santa Cruz a Arizona. La comunitat és composta principalment per membres de les nacions Akimel O'odham i Tohono O'odham, així com Hia-Ced O'odham. És una tribu reconeguda federalment.

## Nom
Ak-Chin és una paraula O'odham que significa "boca del rierol."

## Reserva
La reserva Maricopa fou fundada en 1912 i fou reduïda dels 47.600 acres inicials als 22.000 actuals. La reserva es troba al comtat de Pinal (Arizona) al Desert de Sonora. Té una elevació mitjana de 361 metres, la reserva es troba 93 kilòmetres al sud de Phoenix. La major part de la terra és apta per a l'agricultura, en total hi ha 15.000 irrigats.

## Govern
La seu de la comunitat índia Ak-Chin es troba a Maricopa (Arizona). L'actual consell tribal està format per:
- Cap: Louis J. Manuel Jr.
- Vice-cap: William J. Antone
- Membre: Gabriel L. Lopez
- Membre: Terry Enos.[2]

## Demografia
El 2000 la població que vivia a la comunitat era de 742 habitants, amb una edat mitjana de 24,2 anys, en comparació amb una mitjana d'edat de 37,1 per a tot el comtat de Pinal. El 89,4% de la població eren amerindis o nadius d'Alaska sols o en combinació amb altres races. La major part de la població viu a Ak-Chin Village, a la part occidental de la reserva. Part de la ciutat de Maricopa també dona al territori de la reserva.

## Idioma

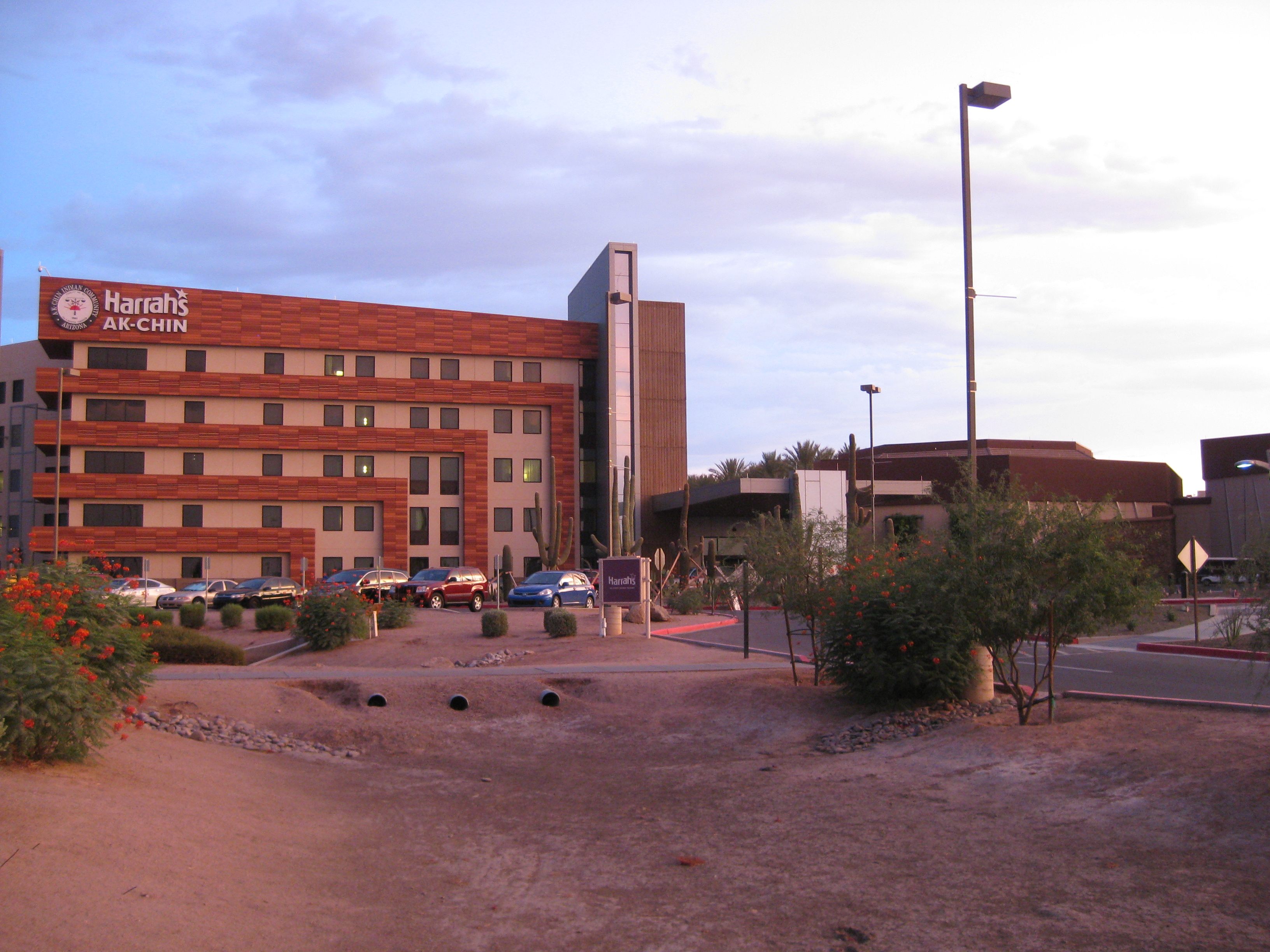
Harrah's Ak-Chin

La comunitat índia Ak-Chin Indian Community té la seva pròpia forma d'escriptura O'odham, que pertany al grup de llengües tepimanes de la família Uto-asteca.

## Desenvolupament econòmic
Ak-Chin Farms Enterprises és negoci agrícola de la Comunitat índia Ak-Chin. La tribu és propietària i explota el Harrah's Phoenix Ak-Chin, el restaurant Agave's Southwestern, Copper Cactus Grill, Harvest Buffet, restaurant the Range i un hotel, tots a Maricopa. La tribu també posseeix els drets de nom per a l'Ak-Chin Pavilion.